# Minéraux lourds

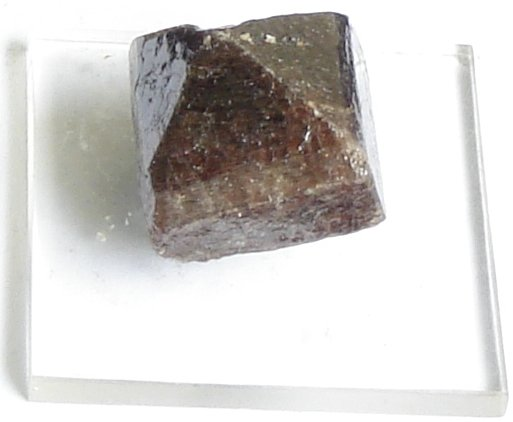
Un Zircon, minéral lourd très utilisé en provenance et en thermochronologie

En géologie, les minéraux lourds sont des minéraux dont la densité est supérieure à 2,89 g/cm3. À strictement parler, cette expression est un abus de langage, sous-entendant celle de « minéraux denses », mais son usage est général (en anglais, on parle de “heavy minerals”). Ce terme est principalement utilisé en référence à la fraction dense d'une roche sédimentaire siliciclastique.
Une « suite de minéraux lourds », (en anglais une heavy mineral suite) est l'ensemble des minéraux lourds dans une roche ; elle est quantifiée en pourcentage pondéral.
Les analyses de minéraux lourds sont utilisées pour aider à déterminer la provenance et l'histoire des roches sédimentaires, par le biais de l'interprétation de modélisations dites source to sink, (en français « de la source au bassin sédimentaire »).

## Description
Les minéraux lourds sont des constituants volumétriquement mineurs dans les roches détritique. Les suites de minéraux lourds sont constituées par les minéraux des roches mères ayant survécu à la destruction. Ils constituent en moyenne 0,1% de la roche et dépassent rarement 1,0%. Les minéraux lourds sont maintenant étudiés dans les analyses de minéraux lourds où ils constituent un témoin des lithologies des roches mères et des systèmes de drainages de sédiments. Ils sont également utiles pour évaluer l'histoire diagénétique ainsi que l'altération pré-érosionnelle.

## Séparation
Comme les minéraux lourds sont une composante mineure de la plupart des roches sédimentaires (de l'ordre du pour cent), ils doivent être séparés avant de pouvoir être étudiés. Pour procéder à cette séparation, on utilise généralement une partition en densité. Selon les volumes à traiter et la qualité de séparation souhaitée, peuvent être utilisés :
- une table vibrante inclinée à flux d'eau laminaire ;
- une centrifugation sur suspension en milieu fluide ;
- la séparation magnétique, à entrainement rotatif pour des quantités importantes (100 g à 1 kg) ou bien linéaire[4], pour une séparation précise mais sur plus petites quantités)[5] ;
- ou enfin le procédé des liqueurs denses en ampoule à décanter. Les liquides lourds les plus utilisés sont le bromoforme (densité 2,90), le tétrabromométhane[à vérifier] (densité 2,96), le tribromoéthane, l'iodure de méthylène (densité 3,3), et les polytungstates. Certains de ces produits étant toxiques, le travail s'opère généralement dans une boîte à gants[5].

Au sein d'un sédiment détritique, les minéraux lourds peuvent naturellement se retrouver  concentrés localement par rapport à leur fraction globale dans la masse sédimentaire, et séparés les uns des autres, sous forme de placers.

## Principaux minéraux lourds[6]
| Minéral    | formule                                                    | densité     | Origine                               |
| ---------- | ---------------------------------------------------------- | ----------- | ------------------------------------- |
| Zircon     | ZrSiO4                                                     | 3,9 - 4,8   | Roches magmatiques                    |
| Tourmaline | (Al,Fe,Li,Mg,Mn)3(Al,Cr, Fe,V)6 (BO3)3(Si,Al,B)6O18(OH,F)4 | 2.82 - 3.32 | Roches magmatiques et métamorphiques. |
| Apatite    | Ca5(PO4)3(OH,Cl,F)                                         | 3.16 - 3.2  | Principalement magmatique             |
| Amphibole  | A0-1 B2 C5 (Si,Al,Ti)8 O22 D2                              | 3 - 3,6     | Roches magmatiques et métamorphiques. |
| Pyroxène   | XY(Si,Al)2O6                                               | 3,2 - 3,88  | Roches mafiques                       |
| Grenat     | X2+3Y3+2[SiO44−]3                                          | 3,5 - 4,3   | Roches métamorphiques                 |
| Olivine    | (Mg,Fe)2[SiO4]                                             | 3,2 - 3,6   | Roches mafiques                       |
| Rutile     | TiO2                                                       | 4,2 - 4,3   | Roches métamorphiques ou magmatiques  |